# Giuseppe Moncalvo
Giuseppe Moncalvo (Reggio nell'Emilia, 1781 – Milano, 1859) è stato un attore teatrale italiano.
In gioventù scappò di casa per recitare in teatro; nel 1810, a Vercelli, rinnovò in maniera basilare la figura di Meneghino, divenendo così uno dei primi caratteristi del teatro milanese. Molto spesso le sue commedie si caratterizzavano per riferimenti celati e critiche alla dominazione austriaca. Per questo nel 1848 con la recita di La Bestia in Gabbia venne arrestato e comparve per un giudizio dinanzi a Radetzky.